# 704 (numero)
Settecentoquattro (704) è il numero naturale dopo il 703 e prima del 705.

## Proprietà matematiche
- È un numero pari.
- È un numero composto con 14 divisori: 1, 2, 4, 6, 8, 11, 16, 22, 32, 44, 64, 88, 176, 352, 704. Poiché la somma dei suoi divisori (escluso il numero stesso) è 820 > 704 è un numero abbondante.
- È un numero semiperfetto in quanto pari alla somma di alcuni (o tutti) i suoi divisori.
- È un numero di Harshad nel sistema numerico decimale.
- È un numero pratico.
- È un numero palindromo nel sistema di numerazione posizionale a base 18 (232) e in quello a base 31 (MM). In quest'ultima base è altresì un numero a cifra ripetuta.
- È un numero poligonale centrale.
- È parte delle terne pitagoriche (228, 704, 740), (270, 704, 754), (528, 704, 880), (704, 840, 1096), (704, 903, 1145), (704, 1320, 1496), (704, 1872, 2000), (704, 2772, 2860), (704, 3840, 3904), (704, 5610, 5654), (704, 7728, 7760), (704, 11253, 11275), (704, 15480, 15496), (704, 30972, 30980), (704, 61950, 61954), (704, 123903, 123905).

## Astronomia
- 704 Interamnia è un asteroide della fascia principale del sistema solare.
- NGC 704 sono galassie interagenti della costellazione di Andromeda.

## Astronautica
- Cosmos 704 è un satellite artificiale russo.